# Когерту
Когерту (каз. Көгерту) — село в Сарыагашском районе Туркестанской области Казахстана. Входит в состав Актобинского сельского округа. Код КАТО — 515437480.

## Население
В 1999 году население села составляло 368 человек (182 мужчины и 186 женщин). По данным переписи 2009 года, в селе проживали 553 человека (295 мужчин и 258 женщин).